# Pallejà
Pallejà è un comune spagnolo di 11 011 abitanti situato nella comunità autonoma della Catalogna.